# Études isiaques
Les études isiaques sont un journal électronique qui concernent toutes les publications faites sur la déesse Isis.
À la fin des années 1960, Jean Leclant et Gisèle Clerc ont créé un projet d‘inventaire bibliographique des Isiaca et des Sarapiaca (IBIS). Depuis, Laurent Bricault organise, depuis 1999, des colloques sur les études isiaques.